# Lou Llobell
Lou Llobell, née le 18 janvier 1995 en Espagne, est une actrice espagnole, sud-africaine et zimbabwéenne résidant à Londres,,.
Ses débuts à l'écran ont lieu en 2021 avec le film Voyagers puis elle obtient son premier grand rôle avec un des personnages principaux de la série de science-fiction diffusée sur Apple TV+, Foundation où elle interprète la brillante jeune mathématicienne Gaal Dornick,.

## Jeunesse
Lou Llobell est née en Espagne d'un père espagnol et d'une mère zimbabwéenne. Elle grandit entre l'Espagne et l'Afrique du Sud,.
Elle s'installe en Angleterre en 2013 pour étudier la comédie à l'Université de Birmingham où elle obtient un diplôme en Arts du théâtre et drame en 2016, avant de poursuivre des études au Drama Centre de Londres où elle obtient un Master en 2018. Elle obtient un rôle secondaire dans le film Voyagers puis est choisie parmi de nombreuses candidates pour interpréter Gaal Dornick dans Foundation, série dans laquelle son personnage est également la narratrice des différents épisodes.

## Filmographie

### Cinéma
- 2021 : Voyagers : Zandie
- 2021 : The Pilgrim : Claire

### Télévision
- 2021 : Foundation : Gaal Dornick (10 épisodes)